# Américo Daher
Américo Daher (Loreto, 1930-ibidem, 27 de septiembre de 1997) fue un militar argentino que se desempeñó como comandante de las Fuerzas Terrestres del Teatro de Operaciones del Atlántico y jefe del Estado Mayor del Comando Conjunto de la Guarnición Militar Malvinas. Fue banquero después de la guerra.

## Campaña Militar

### Guerra de las Malvinas
En el año 1982 Américo Daher ostentaba el grado de general de brigada y ocupaba el cargo de comandante de la IX Brigada de Infantería sita en Comodoro Rivadavia.
Las Fuerzas Armadas argentinas recibieron la misión de realizar un desembarco en las islas Malvinas hacia el 15 de mayo. Para participar, el Ejército Argentino eligió al Regimiento de Infantería 25 y la Compañía de Ingenieros 9, ambos pertenecientes a la IX Brigada. Por ello, el general de brigada Daher asumió como comandante de las Fuerzas Terrestres del Teatro de Operaciones del Atlántico.
El 25 de marzo la Junta Militar adelantó el desembarco y puso al Día D entre el 1 y el 3 de abril. Por ello, el general de brigada Daher determinó con los militares de la Armada y la Fuerza Aérea el modo de transporte de las unidades pertenecientes a la IX Brigada.
El día 7 de abril, el general de brigada Mario Benjamín Menéndez asumió la gobernación militar de las Islas Malvinas, Georgias del Sur y Sandwich del Sur. Simultáneamente, se disolvió el Teatro de Operaciones Malvinas (TOM) y se creó el Teatro de Operaciones Atlántico Sur (TOAS), conducido por el vicealmirante Juan José Lombardo. Las fuerzas del Ejército, Armada y Fuerza Aérea acantonadas en las Malvinas pasaron a conformar la «Guarnición Militar Malvinas» (Guar Mil Malv), cuyo Comando Conjunto fue asumido por Menéndez.
El mismo día, Daher impartió la primera orden de operaciones. Este documento puso en situación de la inminente guerra contra Reino Unido e impartió la misión de defender el archipiélago de toda acción ofensiva de este país. A la sazón, Daher contaba con los regimientos de infantería 25 y 8 y la Compañía de Ingenieros 9, todos de la Br I IX.
El 15 de abril, arribó a las Malvinas la X Brigada de Infantería Mecanizada conducida por el general de brigada Oscar Luis Jofre, quien, por ser de mayor antigüedad y por decisión de Menéndez, asumió el mando de las Fuerzas Terrestres, designadas desde allí «Agrupación Ejército Malvinas». Por ello, el general de brigada Daher y su Estado Mayor cesaron en sus funciones y regresaron al continente y sus elementos quedaron agregados a la X Brigada.
Dado que Menéndez se encontraba liado con la gobernación militar, el Comando en Jefe del Ejército Argentino dispuso el envío de un Estado Mayor conducido por el general de brigada Daher para asistir a Menéndez en el ejercicio del Comando Conjunto de la Guarnición Militar Malvinas.
El 9 y 10 de junio, el general de brigada Daher, junto con los coroneles Francisco Cervo e Isidro Cáceres, viajó al continente con el fin de exponer la situación y planes para continuar las operaciones, al Centro de Operaciones Conjunto y al comandante en jefe del Ejército, teniente general Leopoldo Fortunato Galtieri.
El plan para continuar la guerra se denominó Operación Buzón:
- Ataque del Regimiento de Infantería 8 sobre Puerto Darwin desde la isla Gran Malvina.[17]
- Ataque del Regimiento de Infantería 5 sobre San Carlos, conjuntamente con una fuerza de tareas de la IV Brigada de Infantería Aerotransportada, perteneciente a la Reserva Estratégica Militar.[17]
- Penetración de comandos en ambos sectores.[17]
- Movimientos ofensivos desde Puerto Argentino/Stanley sobre tropas británicas.[17]

El 10 de junio, el CEOPECON descartó la operación obligado por el costo excesivo de la Armada y la Fuerza Aérea.
Tras la finalización de la contienda, Daher solicitó pasar a retiro en 1982.

## Actividad posterior al retiro
Tras pasar a retiro en 1982, el general Daher se desempeñó en 1995 como presidente del Banco de la Provincia de Santiago del Estero.